# Simocetus rayi
Il simoceto (Simocetus rayi) è un cetaceo estinto, appartenente agli odontoceti. Visse nell'Oligocene inferiore (circa 32 milioni di anni fa) e i suoi resti fossili sono stati ritrovati in Nordamerica (Oregon). È uno dei più antichi odontoceti noti.

## Descrizione
Questo animale è noto grazie a un singolo cranio, sufficiente tuttavia a ipotizzarne l'aspetto. Simocetus doveva essere un piccolo cetaceo simile a un delfino, dotato di un cranio corto; il rostro era particolarmente breve e dotato di un'estremità rivolta verso il basso e priva di denti. I denti nella parte posteriore della bocca erano deboli e, quando la bocca era chiusa, andavano a occupare spazi tra un dente e l'altro. Era inoltre presente il primo incisivo superiore, benché vestigiale. Simocetus possedeva un parietale molto esposto sul vertice cranico, un processo ascendente della mascella piuttosto stretto, narici esterne in posizione anteriore e denti ancora diversificati.

## Classificazione
Simocetus rayi è noto grazie a un singolo cranio, trovato in depositi di origine marina nella formazione Alsea sulle rive del fiume Yaquina (Oregon) nel 1977 da un cercatore di fossili della regione, Douglas Emlong. Fu il paleontologo Ewan Fordyce a descriverlo formalmente, nel 2002. Filogeneticamente, Simocetus è considerato uno degli odontoceti più basali, appena più derivato rispetto agli agorofiidi (Geisler et al., 2011, 2014). 

## Paleobiologia
La sua morfologia cranica unica e la dentatura delicata suggeriscono che Simocetus potrebbe essere stato un animale che si nutriva nei pressi del fondale, cibandosi di invertebrati bentonici dal corpo molle (Fordyce, 2002). Caratteristiche del basicranio e del muso suggeriscono inoltre che Simocetus fosse dotato di abilità di ecolocazione simili a quelle degli odierni delfini.